# 綱取鉱山
綱取鉱山（つなとりこうざん）は、岩手県和賀郡横川目村（現・北上市和賀町横川目）の吉の沢沿いに存在した銅の鉱山。中世には金が採掘されたと伝承される。

## 概要
吉の沢は金商人の金売吉次が鎌倉時代に採金した跡とされ、また本鉱山の砥沢鉱床は宝永年間（1704年－1711年）に稼行されたという。
明治17年（1884年）に盛岡の大光寺某が廃坑を発見したことにはじまり、その後秋田県の山本吉が露頭を発見した。同33年（1900年）には岡山県の津田匠が譲り受け、同38年（1905年）には紫波の平井六右衛門の所有となって探鉱が進められ、同43年（1910年）に黒鉱鉱床が発見された。
大正4年（1915年）には三菱鉱業株式会社が譲り受け、同11年（1922年）から産出が増加して施設改良増設によって繁昌を極めたが、鉱床の大部分を採掘し昭和14年（1939年）9月休山した。
昭和27年（1952年）から沈殿銅の採取を行い同35年（1960年）から探鉱も再開したが発展せず、同38年（1963年）に休山、同57年（1982年）鉱区は放棄された。
鉱床は中新世の凝灰岩・火山岩類に胚胎する浅熱水性鉱脈銅鉱床と、同じく中新世の頁岩・礫岩中に胚胎する層状鉱床からなり、後者は脈石の鉄石英とともに金を伴ったという記録から、黒鉱鉱床の中でも特にその下盤付近に発達する珪鉱に似た性質のものと考えられる。